# Liste d'accidents impliquant des sous-marins depuis 2000

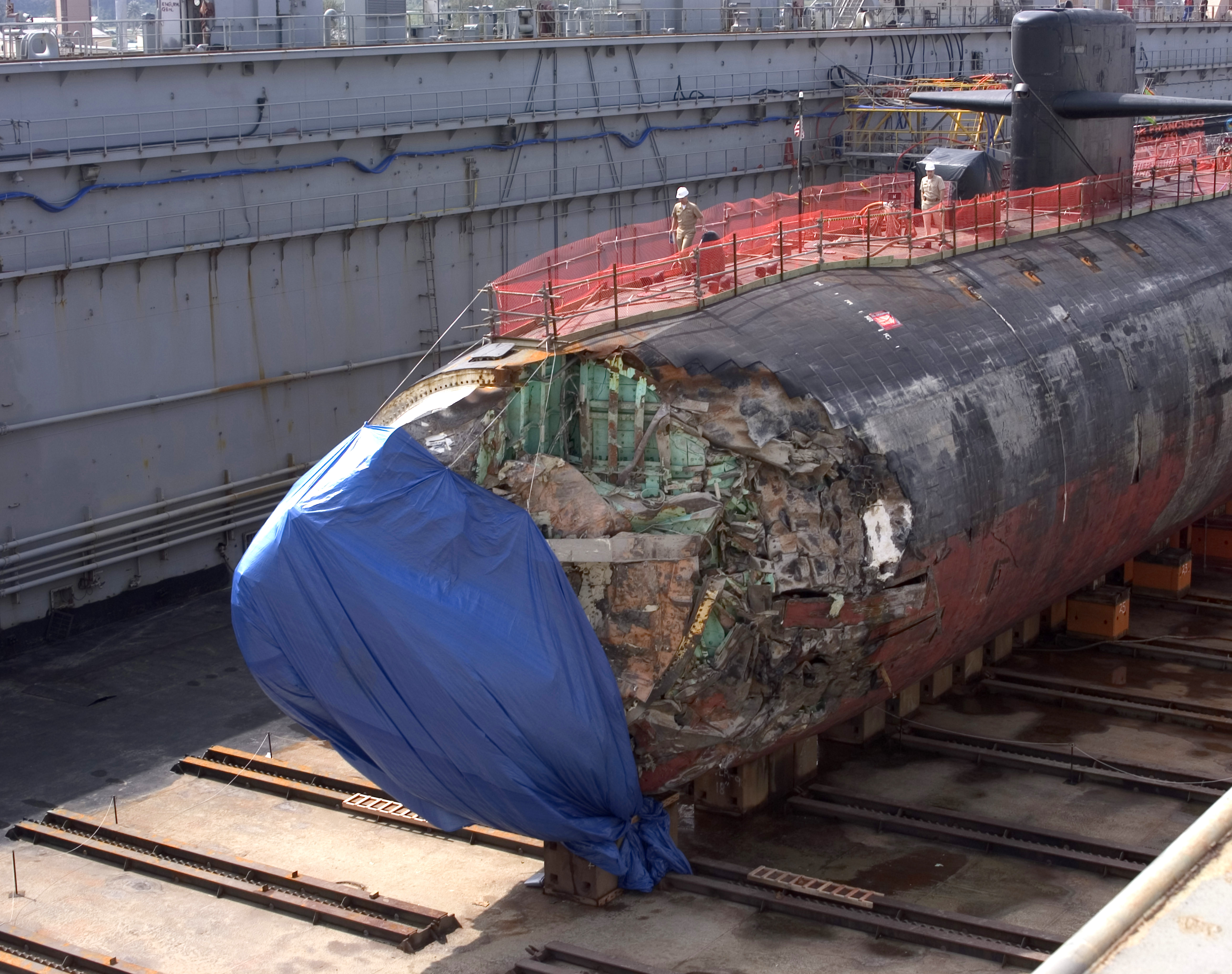
L’ en cale sèche après son échouement à au sud de Guam en 2005.

Cet article traite des principaux accidents et incidents ayant impliqué des sous-marins depuis l’an 2000 (liste non-exhaustive) .

## 2000

### L’explosion duKoursk
En août 2000, le sous-marin nucléaire russe K-141 Koursk de classe Oscar II (qui est alors le plus grand sous-marin nucléaire lanceur de missiles de croisière au monde) coule en mer de Barents après qu’une fuite de peroxyde d'hydrogène dans le compartiment des torpilles à l’avant du sous-marin entraîne l’explosion d’une torpille qui déclenche à son tour l’explosion de la demi-douzaine de torpilles entreposées, deux minutes plus tard. Cette seconde explosion équivaut à l’équivalent d’environ 3 à 7 tonnes de TNT et est tellement puissante qu’elle est enregistrée par plusieurs sismographes en Europe du Nord. L’explosion et l’inondation du sous-marin par de l’eau de mer tuent instantanément la majorité des 118 membres d’équipages et observateurs civils. Vingt-trois hommes parviennent à se réfugier dans les compartiments arrière (poupe) du sous-marin mais ils meurent dans les heures qui suivent, d’un feu soudain et d’asphyxie due au manque d’oxygène. La Marine russe sera sévèrement critiquée pour avoir refusé l’aide internationale.

## 2001

### Collision entre l’Ehime Maruet l’USSGreeneville

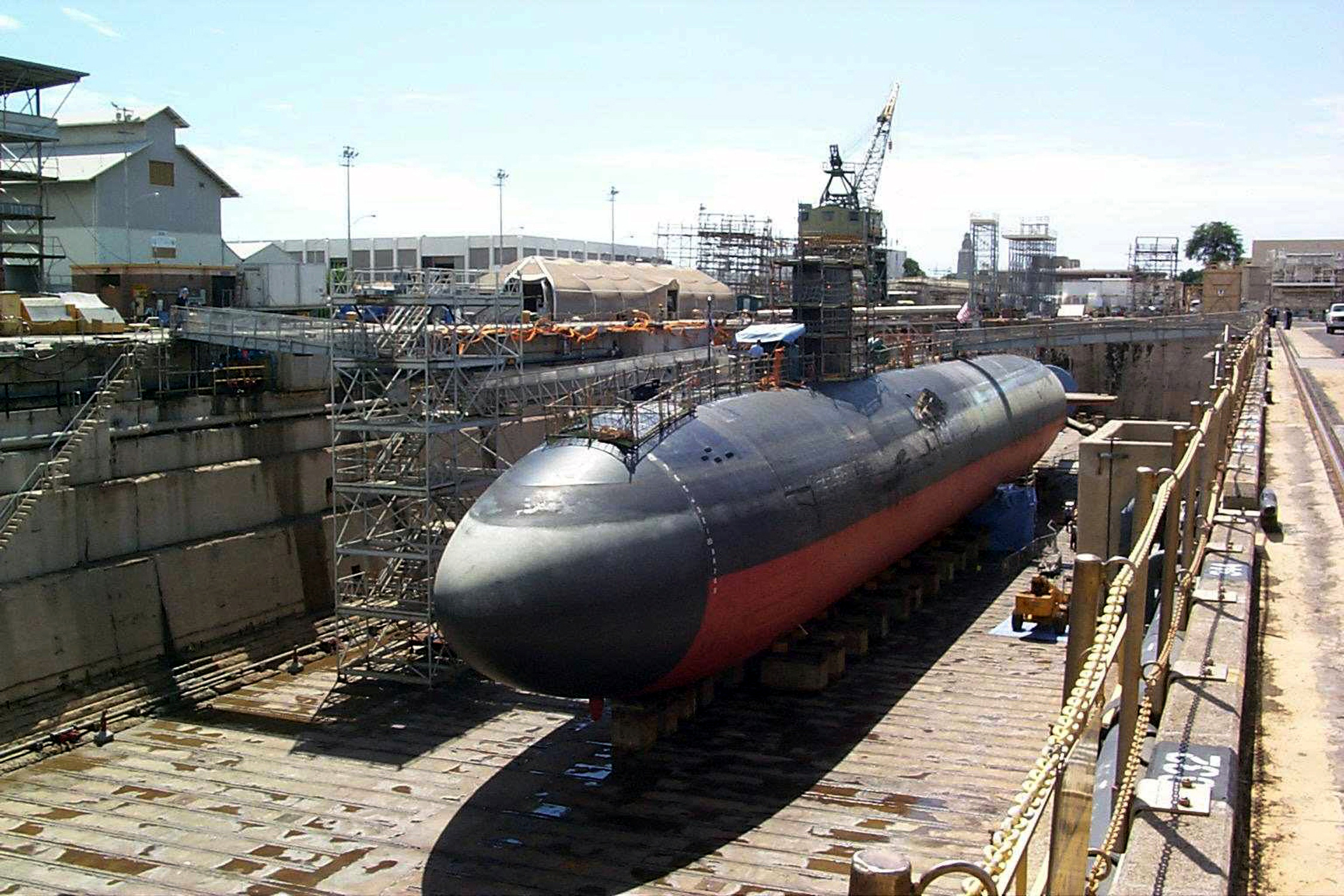
L’USS Greeneville en cale sèche à Pearl Harbor le 21 février 2001 après avoir percuté et coulé l’Ehime Maru.

Le 9 février 2001, le sous-marin américain USS Greeneville percute et coule accidentellement le chalutier-école japonais, Ehime-Maru, tuant 9 des 35 personnes à bord, dont quatre étudiants, à 10 milles (16 km) au large des côtes d’Oahu. La collision se produit alors que des membres du public se trouvaient à bord du sous-marin et assistaient à une démonstration de remontée à la surface en urgence.
Une enquête conclut que l’accident était dû à un balayage sonar mal exécuté, à une observation au périscope mal effectuée par le commandant du sous-marin, le commandant Scott Waddle, une mauvaise communication entre les membres d’équipage et les distractions causées par la présence de 16 invités civils à bord du sous-marin.
L’US Navy et le commandant de l’USS Greeneville ont été critiqués pour n’avoir fait aucune tentative pour venir en aide aux personnes présentes à bord de Ehime Maru ayant survécu à la collision initiale. Les conditions météorologiques – des vagues de 2,5 à 4 mètres – et les risques qu’elles faisaient prendre à un sous-marin en surface sont les raisons avancées pour expliquer que le capitaine ait choisi de s’écarter de la zone de collision, tout en restant à proximité. Alors que les US Coast Guard se sont immédiatement mobilisés, les survivants se réfugient sur les radeaux de sauvetage de l’Ehime Maru, ces derniers s’étant automatiquement déployés.

## 2002

### Inondation et incendie à bord de l’USSDolphin
En mai 2002, le sous-marin de recherche de l’US Navy l’USS Dolphin doit faire face à une voie d’eau et à un incendie important à bord alors qu’il se trouve au large des côtes au niveau de San Diego, Californie. Le bâtiment est abandonné par l’équipage et par le personnel civil présent à bord, ces derniers sont secourus par des bâtiments croisant à proximité. Il n’y a pas de blessés graves à déplorer. Bien qu’il ait été gravement endommagé, le sous-marin est remorqué jusqu’à San Diego pour réparations.

### Collision entre l’USSOklahoma Cityet un cargo
Le 13 novembre 2002, l’USS Oklahoma City de la classe Los Angeles entre en collision avec le méthanier Norman Lady de Leif Höegh & Co (en), à l’est du détroit de Gibraltar. L’accident ne fait pas de blessés, aucune fuite n’est détectée sur le méthanier mais la coque et le périscope du sous-marin sont endommagés. Il fait route vers La Maddalena, en Sardaigne, pour réparations. Son commandant, le commandant Richard Voter, est relevé de son commandement le 30 novembre. Un autre officier et deux membres d'équipage sont également sanctionnés pour manquement à leur devoir.

### HMSTrafalgar
En novembre 2002, le sous-marin de la Royal Navy de classe Trafalgar, le HMS Trafalgar percute des rochers à proximité de Skye, causant des dégâts estimés à 5 million de £ à la coque et blessant trois marins. Alors qu’il naviguait à une profondeur de 50 mètres sous la surface à une vitesse de 14 nœuds (26 kilomètres par heure) le Lieutenant-Commander Tim Green, un participant au programme The Perisher (en) destiné à sélectionner les futurs commandants de sous-marins, ordonne un changement de trajectoire qui emmène le sous-marin sur des rochers situés à proximité de Fladda-chùain (en), un petit îlot pourtant bien cartographié.
Un rapport publié en mai 2008, affirme que le film transparent (utilisé pour protéger les cartes de navigation) avait masqué des données vitales pendant cet entraînement en plongée. Par ailleurs, l’officier chargé de l’exercice ne suivait pas la position exacte du sous-marin en utilisant les instruments à sa disposition. Les commandants Robert Fancy et Ian McGhie passent en cour martiale et sont réprimandés à propos de l’accident.

## 2003

### Voie d’eau à bord du HMASDechaineux
Le 12 février 2003, le HMAS Dechaineux, un sous-marin de la classe Collins de la Royal Australian Navy (RAN) est en plongée à une immersion proche de sa profondeur maximale au large de l’Australie-Occidentale lorsqu’une canalisation flexible d’eau de mer cède. L'équipage réussit à contenir la voie d'eau mais l’eau de mer à haute pression inonde le compartiment inférieur (salle des moteurs). Les enquêteurs estimeront que si l’inondation avait duré 20 secondes de plus, le poids de l’eau aurait empêché le Dechaineux de refaire surface et le bâtiment aurait été perdu. La Navy australienne rappelle tous les bâtiments de la classe Collins à la base navale de Stirling après cet incident dont les conséquences auraient pu être dramatiques. Les ingénieurs navals n’ayant pas pu déterminer de défaut de conception, pouvant expliquer que la canalisation flexible ait cédé, ils recommandent que la profondeur maximale de ce type de sous-marin soit relevée.

### Naufrage du Ming361
Le 2 mai 2003, la Chine annonce la perte du sous-marin 361 (en) de la classe Ming et la mort des 70 membres d’équipage se trouvant à bord, en raison d’une avarie mécanique. L’accident qui a lieu le 16 avril 2003 survient au large des côtes de la province de Liaoning, au nord-est de la Chine. Le sous-marin est retrouvé par des pêcheurs et remorqué dans un port non identifié. Les causes de l’accident ne sont pas connues avec précision, mais la principale cause retenue est un dysfonctionnement des moteurs diesel, ceux-ci auraient consommé l’oxygène à bord du sous-marin et entraîné l’asphyxie des membres de l’équipage.

### Naufrage duK-159
En août 2003, le sous-marin russe de classe November K-159 coule en mer de Barents. Ce sous-marin avait été désarmé et il était remorqué avant d’être vendu pour la ferraille. Sur les dix hommes présents à bord pour superviser les manœuvres, neuf sont tués.

### Échouement de l’USSHartford
Article principal : échouement de l'USS Hartford (en)
Le 25 octobre 2003, le sous-marin américain de classe Los Angeles USS Hartford s’échoue dans le port de La Maddalena, en Sardaigne, en mer Méditerranée. Les dégâts infligés au sous-marin lors de cet incident sont estimés à 9 millions de dollars.

## 2004

### Disparition duBugaled Breiz
Le 15 janvier 2004, le chalutier Bugaled Breizh sombre avec l’ensemble des hommes présents à bord sans raison apparente. L’un des scénarios possible est que son chalut ait été accroché par un sous-marin pendant un exercice de l’OTAN, même si cette hypothèse est très peu probable.

### Incendie à bord du HMCSChicoutimi
Le 5 octobre 2004, deux feux se déclarent à bord du sous-marin canadien NCSM Chicoutimi après qu’il a quitté la base navale de Faslane pour Halifax harbor. Un officier des Canadian Forces, le lieutenant Chris Saunders, meurt le jour suivant alors qu’il était transporté en hélicoptère à l’hôpital le plus proche en Irlande.
L’enquête de la Marine royale canadienne conclut qu’une mauvaise isolation de certains câbles électriques avait été à l’origine des incendies. L’enquête déterminera que le feu s’était déclenché après qu’un enchaînement d’événements a créé un arc électrique aux jointures de certains câbles en raison d’infiltration d’eau de mer.

## 2005

### Collision de USSSan Franciscoavec un mont sous-marin
Le 8 janvier 2005, le sous-marin de classe Los Angeles USS San Francisco, alors qu’il était en plongée entre en collision avec un mont sous-marin à environ 350 milles (563 km) au sud de Guam dans les îles Mariannes. Un des marins, le Machinist mate (en) de 2e classe Joseph Allen Ashley, originaire d’Akron, meurt des blessures reçues lors de la collision. L’accident a lieu alors que le San Francisco se rendait à Brisbane.
Environ 60 marins sont blessés dans l’accident, plusieurs d’entre eux souffrant de fractures. La collision avec le mont sous-marin est si grave que le San Francisco manque de peu de couler. Des récits des hommes à bord lors de l’accident témoignent de la lutte désespérée pour maintenir une flottabilité positive après la rupture des ballasts avant. Plusieurs sites web affirmèrent que le sous-marin avait heurté un « mont sous-marin non cartographié » à grande vitesse. Le commandant du sous-marin, Commander Kevin Mooney, sera par la suite relevé de son commandement et une enquête révélera qu’il utilisait des méthodes inadéquates pour décider des routes à emprunter.
Au moment de la collision, l’USS San Francisco subit une décélération brutale, passant rapidement d’une vitesse de plus de 25 nœuds (46 km/h) à l’arrêt, causant l’effondrement de sa partie avant (et la perte de son système sonar). Tous les objets présents à bord et non arrimés sont propulsés et dispersés dans le bâtiment. Le San Francisco parvient à regagner sa base de Guam, où des réparations sont effectuées en urgence. Il sera par la suite conduit au Puget Sound Naval Shipyard pour des réparations plus complètes. La partie avant du San Francisco est remplacée par celle de son sister ship, l’USS Honolulu, qui avait déjà été retiré du service,. Les réparations achevées, l’USS San Francisco reprend du service actif au sein de la Flotte du Pacifique, basée à San Diego.

### Urgence à bord de l’AS-28
Le 5 août 2005, l’AS-28, un sous-marin de sauvetage en eaux profondes russe de la classe Priz, se coince dans un filet de pêche ou dans un réseau de câbles sous-marins alors qu’il opérait au large des côtes de la péninsule du Kamtchatka, à une profondeur de 190 mètres. Incapable de se libérer, le sous-marin doit faire face à une baisse de ses réserves en oxygène.
Après un appel à la mobilisation internationale, une équipe de la Royal Navy opérant un ROV Scorpio parvient à libérer le sous-marin, et lui permet de regagner la surface. Les sept membres d’équipage sont sauvés.

### Collision entre l’USSPhiladelphiaet le MVYasa Aysen
Le 5 septembre 2005, l’USS Philadelphia qui se trouve dans le golfe Persique à environ 30 milles marins (56 km) au nord-est de Bahreïn entre en collision avec le navire marchand turc MV Yasa Aysen. Aucun blessé n’est à déplorer dans la collision. Les dégâts subis par le sous-marin sont décrits comme étant « superficiels ». Le bâtiment turc subit également des dégâts mineurs au-dessus de sa ligne de flottaison, et une inspection des United States Coast Guard conclut que le bâtiment pouvait continuer sa route sans danger. L’officier commandant le Philadelphia, le Commander Steven M. Oxholm, est relevé de son commandement à la suite de la collision.

## 2006

### Incendie à bord duDaniil Moskovski
Le 6 septembre 2006, un incendie se déclare à bord du sous-marin russe de classe Victor-III B-414 Daniil Moskovski causant la mort de deux hommes d’équipage (un maître principal et un marin). Au moment de l’incident, le sous-marin était à l’ancre au large de la péninsule de Rybatchi, au nord de la Russie européenne, à proximité de la frontière avec la Norvège. Le feu est éteint sans causer de dommage au réacteur nucléaire (qui avait subi un arrêt d'urgence par précaution) et le sous-marin est remorqué à la base navale de Vidiaïevo. Les causes de l’incident sont identifiées comme étant dues à un feu électrique dans le câblage du sous-marin.

### Incident à bord de l’USSMinneapolis-Saint Paul
Quatre membres de l’équipage de l’USS Minneapolis-Saint Paul sont projetés par-dessus bord par d’importantes vagues le 29 décembre 2006 dans le Plymouth Sound, en Angleterre. Le Senior Chief Thomas Higgins (chief of the boat (en)) et le technicien sonar de 2e classe Michael Holtz trouvent la mort. Après une enquête préliminaire, le commandant Edwin Ruff reçoit une letter of reprimand (en) punitive, affirmant que l’accident était évitable, il est relevé de son commandement et affecté à un poste à terre à Norfolk, en Virginie.

## 2007

### Collision entre l’USSNewport Newset le cargo japonaisMogamigawa
Le 8 janvier 2007, l’USS Newport News traverse en plongée le détroit d'Ormuz lorsqu’il entre en collision avec le cargo japonais Mogamigawa. Il faisait partie du Carrier Strike Group 8 (CSG-8), organisé autour du porte-avion USS Dwight D. Eisenhower envoyé dans l’océan Indien en soutien des opérations en Somalie.

### HMSTireless
Le 21 mars 2007, deux membres d’équipage du sous-marin de la Royal Navy de classe Trafalgar, HMS Tireless sont tués dans une explosion causée par un système de purification de l’air situé dans le compartiment avant du sous-marin. Le bâtiment est alors en service dans l’océan Arctique et doit faire surface en urgence à travers la banquise. Un troisième homme blessé dans l’explosion mais dont les blessures ne présentaient pas une menace vitale est héliporté en direction de l’hôpital militaire de la Elmendorf Air Force Base près d’Anchorage en Alaska. D'après la Royal Navy, l'accident n'affecte pas le réacteur nucléaire, et le sous-marin n'a que des dégâts superficiels à déplorer.

## 2008

### HMSSuperb
Le 26 mai 2008, le sous-marin de la Royal Navy de la classe Swiftsure, HMS Superb heurte un promontoire rocheux sous-marin au nord de la mer Rouge, à 80 milles (129 km) au sud de Suez, endommageant l’équipement sonar.

### Fuite de gaz à bord du K-152Nerpa
Article principal : Accident à bord du sous-marin russe K-152 Nerpa (en)
Le 8 novembre 2008, au moins 20 hommes meurent d’asphyxie et 21 autres sont blessés à la suite d'une fuite de gaz fréon lorsque le système anti-incendie est déclenché accidentellement à bord du sous-marin nucléaire russe  K-152 Nerpa, pendant des essais en mer du Japon. Le sous-marin sera par la suite transféré à la Marine indienne en 2012 pour une durée prévue de 10 ans et il est renommé INS Chakra.

## 2009

### Collision entre le HMSVanguardet leTriomphant
Le sous-marin nucléaire lanceur d'engins de la Royal Navy, le HMS Vanguard, et celui de la Marine nationale française Le Triomphant, sont impliqués dans une collision en février 2009. Les bâtiments opéraient dans l'océan Atlantique au moment de l’accident. Aucun blessé de part et d’autre, ni aucune fuite radioactive ne sont signalés.

### Collision entre l’USSHartfordet l’USSNew Orleans
Article principal : Collision entre l'USS Hartford et l'USS New Orleans (en)

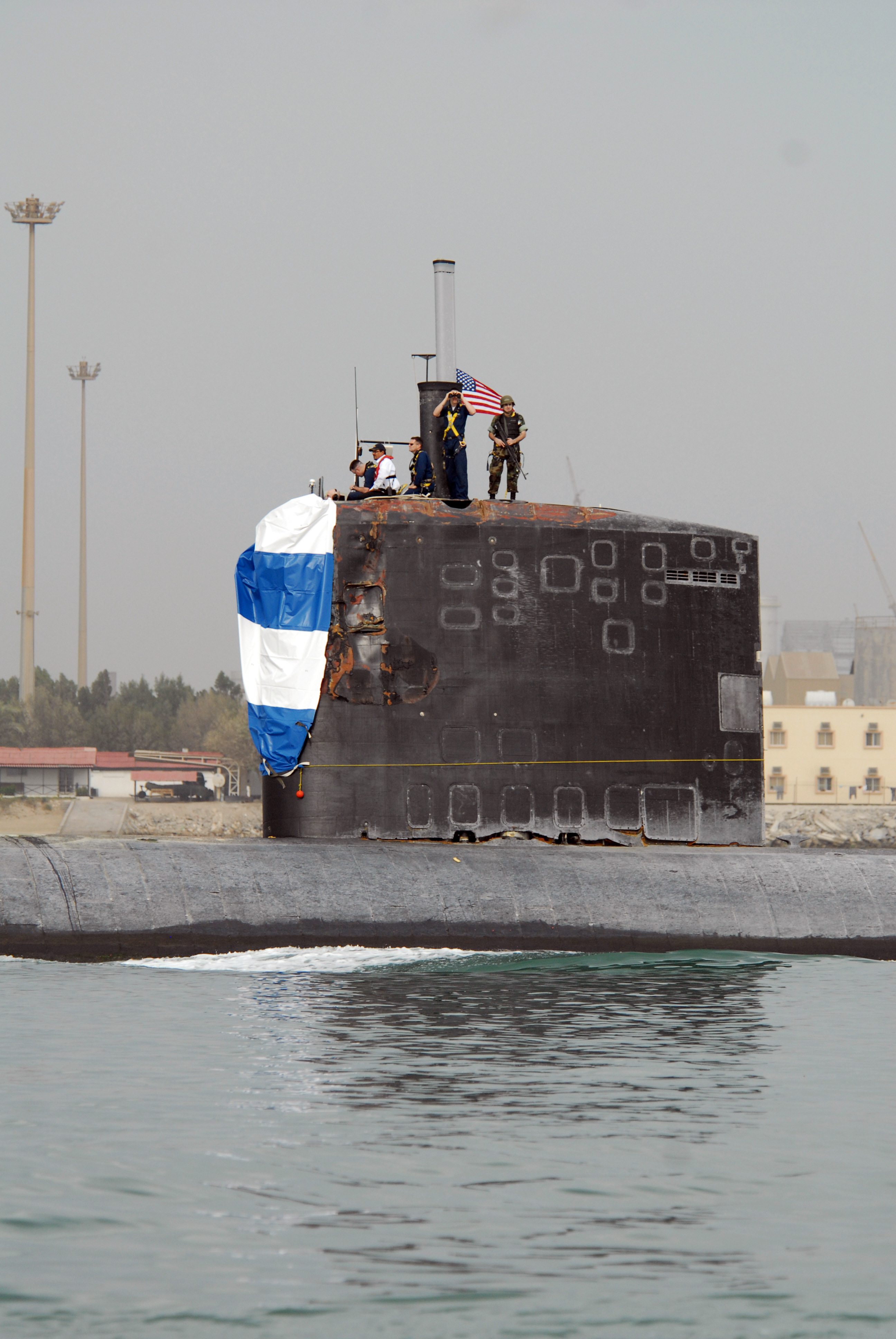
L’USS Hartford à Bahreïn le lendemain de la collision

L’USS Hartford entre en collision avec l’USS New Orleans le 20 mars 2009 dans le détroit d’Ormuz.

## 2010

### Incendie à bord de l’INSSindhurakshak
En février 2010, une valve de batterie défectueuse à bord du sous-marin indien INS Sindhurakshak produit une fuite d’hydrogène qui déclenche une explosion et un incendie dans le compartiment de la propulsion, tuant un marin et en blessant deux autres.

### Incident à bord de l’INSShankush
Le 30 août 2010, le sous-marin de la Marine indienne INS Shankush de classe Sishumar (Type 209) rencontre un problème technique au cours d’un exercice planifié au large de Mumbai. Alors que des réparations sont en cours en pleine mer, l’équipe de maintenance est projetée à la mer en raison de la forte houle et des mauvaises conditions météorologiques. Un groupe de cinq officiers et marins commandés par l’Executive Officer du sous-marin, le Lieutenant-Commander Firdaus D. Moghal parvient à récupérer les hommes tombés à la mer. Cependant, Moghal tombera lui aussi à la mer pendant l’opération de sauvetage et se blesse gravement au front. Héliporté en urgence par un hélicoptère envoyé depuis la base aéronavale INS Shikra il succombe à ses blessures pendant son transport à terre.

### Échouement de l'HMSAstute

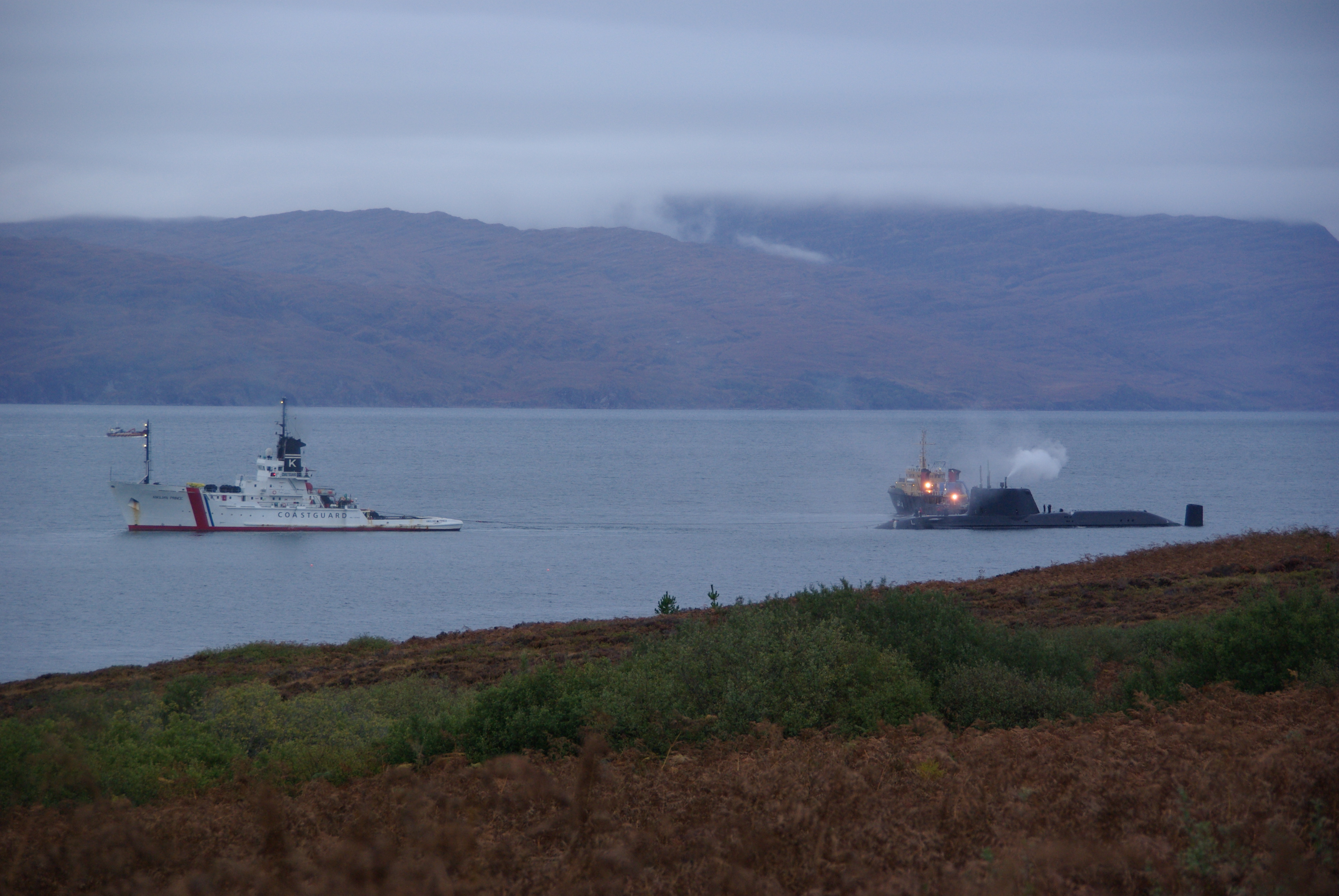
L’Astute échoué avec le remorqueur Anglian Prince

Le 22 octobre 2010, le HMS Astute s'échoue sur un banc de sable au large de l'Isle of Skye en Écosse.

## 2011

### Échouement du HMCSCorner Brook
Le sous-marin d'attaque NCSM Corner Brook (ex-HMS Ursula) s'échoue dans la baie de Nootka, au large de l'île de Vancouver le 4 juin 2011, au cours d'un entraînement. Deux membres d'équipage sont légèrement blessés et le sous-marin peut regagner CFB Esquimalt après l'incident sans escorte ni aide extérieure. Un comité d'enquête désigné pour déterminer les causes de l'incident conclut que le commandant du sous-marin, le Lieutenant Commander Paul Sutherland, était responsable et il est relevé de son commandement.

## 2012

### Incendie à bord de l'USSMiami
Le 23 mai 2012, lors d'une révision de maintenance planifiée, un incendie se déclare à bord de l'USS Miami, causant d'importants dégâts matériels. Il sera par la suite prouvé que l'incendie était de nature criminelle et qu'il avait été déclenché par un employé civil du chantier naval. L'US Navy déclare qu'il ne serait pas rentable de remettre le sous-marin en état, celui-ci est donc désarmé et vendu pour la ferraille.

### Collision entre l’USSMontpelieret l’USSSan Jacinto
Le sous-marin américain USS Montpelier et le croiseur Aegis USS San Jacinto entrent en collision au large de la côte nord-est de la Floride le 13 octobre 2012 pendant un exercice alors que le sous-marin était à l'immersion périscopique. Aucun blessé n'est à déplorer de part et d'autre. Une première évaluation des dégâts permet de remarquer la dépressurisation complète du dôme sonar à bord du San Jacinto. L'enquête révélera par la suite que la principale cause de la collision était une erreur humaine, une mauvaise coordination de la part de l'équipe d'observation de l'USS Montpelier et un manquement de la part du commandant du sous-marin à suivre les procédures établies lorsqu'un bâtiment est à l'immersion périscopique.

## 2013

### Explosion et naufrage de l’INSSindhurakshak
Le 14 août 2013, à Mumbai, le sous-marin de la Marine indienne INS Sindhurakshak de classe Kilo Type 877EKM coule après plusieurs explosions causées par des incendies à bord. Le feu, suivi d’une série d’explosions à bord du sous-marin armé, se déclenche peu avant minuit. L’incendie est éteint dans les deux heures. Les causes de l’incendie sont inconnues. Les explosions endommagent la coque du sous-marin, la partie avant est tordue, pliée et froissée, et l'eau de mer pénètre dans le compartiment avant. Le sous-marin coule au mouillage, seule la partie supérieure restant émergée,,. Les marins présents à bord sortent en hâte et se réfugient à terre. Des plongeurs de la Marine indienne sont envoyés inspecter l’épave à la recherche des 18 hommes portés disparus. Le ministère de la défense indien confirme la présence de victimes.
Un autre sous-marin, l'INS Sindhuratna, subit également des dégâts mineurs liés à l’explosion des torpilles présentes à bord Sindhurakshak qui tue deux de ses officiers,.
Irréparable économiquement, il sert quelque temps à l’entraînement des commandos. Il est finalement coulé en mer d'Arabie à 3 000 m de profondeur en juin 2017,.

### Incendie à bord duK-150 Tomsk
Le 16 septembre 2013, quinze marins sont hospitalisés après qu’un incendie s'est déclaré à bord du sous-marin russe K-150 Tomsk  de classe Oscar. Le départ de feu a lieu pendant une opération de soudage dans le chantier naval Zvezda (en) à proximité de Vladivostok en mer du Japon. Le feu est finalement éteint après 5 heures de ravages.
Un communiqué du Comité d’enquête fédéral déclare que l’incendie avait « causé des dommages à la santé de 15 militaires » et qu’ils étaient en observation à l’hôpital.

## 2016

### Suspicion d'une disparition d'un sous-marin nord-coréen
Le 11 mars 2016, des officiels américains font état de la disparition d'un sous-marin présumé coulé de la Marine populaire de Corée resté non-identifié la semaine précédente au large de la Corée du Nord.

## 2017

### Naufrage de l'ARASan Juan(S-42)
Le 17 novembre 2017, le commandement de la Marine argentine n'a plus de contact avec le sous-marin ARA San Juan (S-42) depuis qu'il a envoyé sa position pour la dernière fois le 15 novembre 2017 à 430 km de la côte argentine,. Le sous-marin effectuait des exercices de surveillance maritime dans la zone de Puerto Madryn. Selon une hypothèse émise le 10 décembre 2017 par l'Office of Naval Intelligence, le sous-marin aurait sombré en une fraction de seconde emportant avec lui les 44 membres d'équipage. Les analyses de l'anomalie hydro-acoustique relevée le 15 novembre 2017 correspondent à une explosion de 5 700 kg d'équivalent-TNT. Cette explosion aurait eu lieu à une profondeur de 380 mètres. Cette simulation est à relier avec le dernier message envoyé par l'équipage, qui signale vouloir remonter à 40 mètres sous la surface.

## 2019

### Incendie dans un sous-marin de grande profondeur russe
Le 2 juillet 2019, le ministère russe de la Défense annonce que « Le 1er juillet, 14 marins dont 7 « capitaines de premier rang » (grade équivalent à celui de capitaine de vaisseau) dont 2 « héros de la fédération de Russie » sont morts en mer de Barents dans les eaux territoriales russes du fait de l'inhalation de produits de combustion à bord d'un véhicule submersible de recherche destiné à étudier le fond de la mer pour le compte de la marine russe ». L'incendie a été éteint grâce au « comportement héroïque » de l'équipage. Le sous-marin a depuis rejoint son port d’attache, à Severomorsk, qui dépend de la flotte du Nord. On suppute le 3 juillet qu'il s'agit de la « station nucléaire de plongée profonde de 1er rang » AS-31, anciennement AS-12, surnommé Locharik, de la Direction principale des recherches en eaux profondes rattaché au GRU qui, affichant 2 000 tonnes de déplacement pour une longueur de 78 mètres, est capable de mettre en œuvre depuis un « vaisseau-mère » (ou l'un de ces derniers) le BS-136 Orenbourg. À cette date, le porte-parole du Kremlin, Dmitri Peskov, annonce que les informations détaillées ne sont pas rendues totalement publiques : « Elles se trouvent dans la catégorie du secret d'État ».

## 2020

### Incendie à bord du SNA françaisPerle
Le vendredi 12 juin 2020, un incendie se déclare à l'avant du sous-marin nucléaire d'attaque français Perle, alors en interruption programmée pour entretien et réparation (IPER) dans un bassin du port militaire de Toulon sous la direction de Naval Group,.
Le feu est éteint à 0 h 50 après quatorze heures de lutte,. La ministre des Armées Florence Parly se rend sur place le lendemain de l'incendie en compagnie du chef d'état-major de la Marine, l'amiral Christophe Prazuck. Elle évoque « une épreuve pour les Armées » et pour les industriels présents sur le chantier, et insiste sur le fait que « la quasi-totalité des équipements, comme le tube lance torpille, le sonar ou la batterie sont intacts ». Une enquête technique, une enquête judiciaire et une enquête de l'inspection générale des armées sont diligentées,.

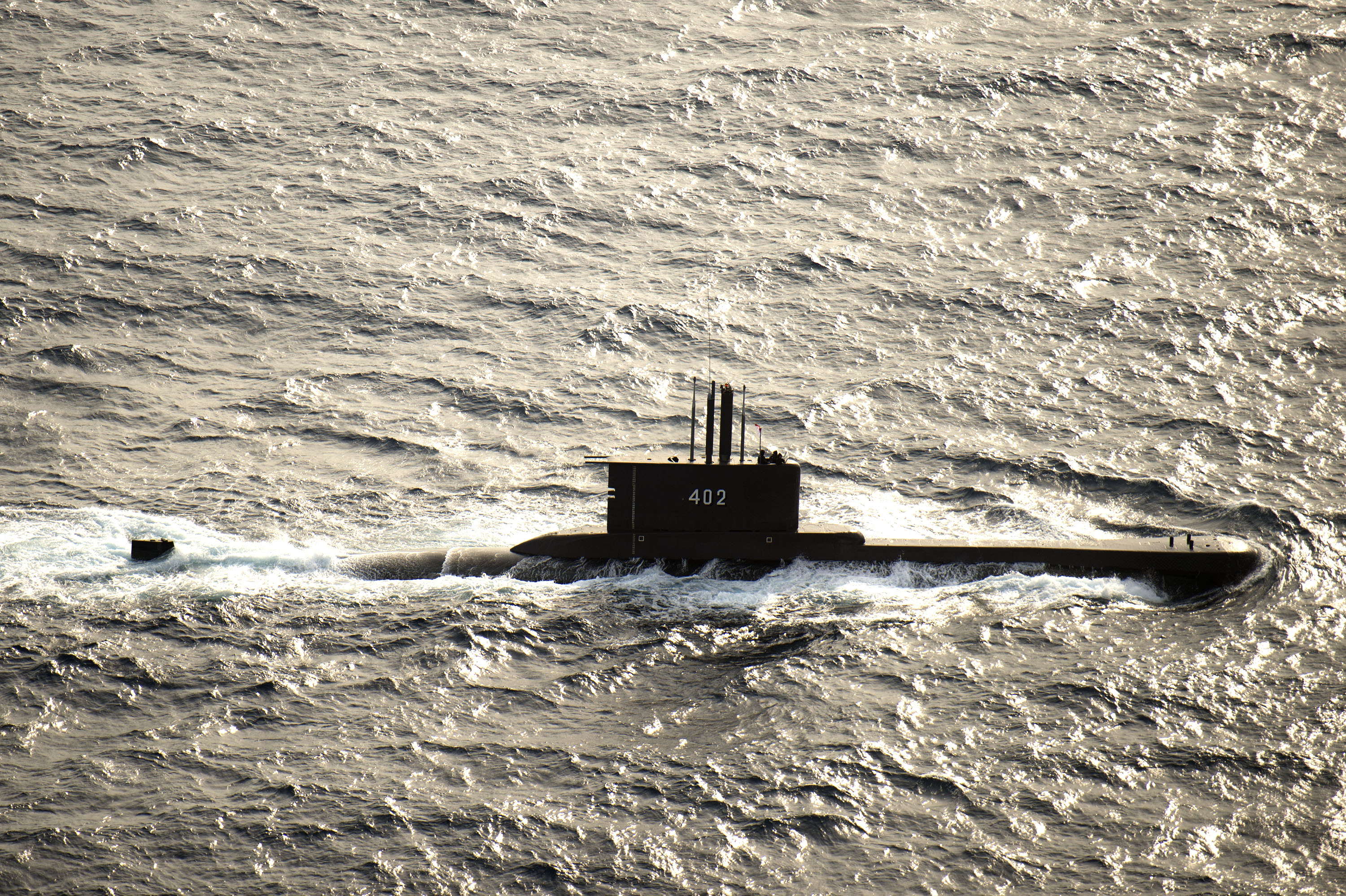
Le KRI Nanggala en mer de Java en 2015.

## 2021

### Disparition du KRINanggala(402)
Le 21 avril 2021, le sous-marin KRI Nanggala (402) de la marine indonésienne, l'un des deux de type 209 de la classe Cakra, disparait lors d'un exercice de torpillage dans les eaux au nord de Bali avec 53 personnes à bord, dont 49 officiers et membres d'équipage ainsi que 4 passagers. Le 25 avril 2021, l'armée indonésienne annonce avoir retrouvé le sous-marin à 800 mètres de profondeur. Malheureusement aucun survivant n'a été trouvé.

### Accident du USSConnecticut
Le 2 octobre 2021, le Connecticut est endommagé à la suite d'une collision avec un « objet non identifié » en mer de Chine méridionale, qui s'avère être une montagne sous-marine non cartographiée. Il y a onze blessés à déplorer parmi l'équipage, mais aucun blessé grave.
Le commandant et deux autres membres de l'équipage sont démis de leurs fonctions.

## 2023

### Implosion du submersibleTitan
L'accident du submersible Titan a lieu le 18 juin 2023 dans l'océan Atlantique Nord au large de Terre-Neuve (Canada).
Les garde-côtes américains annoncent officiellement le 22 juin 2023 que l'appareil a implosé, des débris de différentes tailles ayant été retrouvés par 3 800 mètres de fond et identifiés, non loin de l'épave du Titanic.
Ce sous-marin de tourisme, exploité par OceanGate Expeditions, était parti explorer l'épave du Titanic. Les cinq personnes à bord (un pilote, un guide expert et trois passagers) sont morts.